# 1976년 동계 올림픽
1976년 동계 올림픽(영어: 1976 Winter Olympics, XII Olympic Winter Games, 독일어: Olympische Winterspiele 1976)은 1976년 2월 4일부터 2월 15일까지 오스트리아 인스브루크에서 개최된 제12회 동계 올림픽이다.
원래 미국 콜로라도주의 덴버가 1976년 동계 올림픽 유치에 성공했으나 환경 문제와 개최 준비 비용이 예상했던 것보다 300% 이상 급증하는 등의 이유로 개최권을 반납하여 오스트리아의 인스브루크에서 대신 개최했다.

## 개최지 선정
1970년 5월 12일, 네덜란드 암스테르담에서 열린 IOC 총회에서 미국 덴버로 결정되었다.
| 후보 도시       | NOC    | 1차 투표 | 2차 투표 | 3차 투표 |
| 덴버            | 미국   | 29       | 29       | 39       |
| 시옹            | 스위스 | 18       | 31       | 30       |
| 탐페레          | 핀란드 | 12       | 8        |          |
| 밴쿠버-가리발디 | 캐나다 | 9        |          |          |

1976년 동계 올림픽은 원래 미국 덴버에서 여는 것으로 정해졌으나 동계 올림픽 유치 예산이 300%나 오르고 덴버의 환경에 대한 걱정이 우려되었다. 이에 따라 1972년 11월 7일에 콜로라도 주민들을 상대로 주민 투표가 실시되었다.
결국 덴버는 그해 11월 15일에 공식적으로 개최 포기를 선언했고 국제 올림픽 위원회(IOC)는 캐나다 브리티시컬럼비아주 휘슬러에 동계 올림픽 개최 의사를 물어봤으나 1972년에 실시된 브리티시컬럼비아주 총선거에서 정권 교체가 일어나는 바람에 유치를 거부했다.
덴버가 동계 올림픽 유치를 취소한 이후에 솔트레이크시티는 잠재적 개최지로 미국 올림픽 위원회(USOC)에 요청했다. IOC는 덴버의 거부로 미루어 보아서 거절했고, 1973년 2월 5일에 인스부르크를 1964년 동계 올림픽을 개최한 지 9년 만에 다시 이번 올림픽의 개최지로 선정했다.

## 참가국
1976년 동계 올림픽에는 다음 37개 나라 올림픽 위원회에서 선수단을 파견했다. 안도라, 산마리노 2개국이 처음으로 동계 올림픽에 참가했다.
| \| - 안도라 (5) - 아르헨티나 (9) - 오스트레일리아 (7) - 오스트리아 (77) (개최국) - 벨기에 (4) - 불가리아 (29) - 캐나다 (59) - 칠레 (5) - 중화민국 (6) - 체코슬로바키아 (58) - 핀란드 (53) - 프랑스 (35) - 동독 (59) \| \| - 서독 (71) - 영국 (42) - 그리스 (4) - 헝가리 (3) - 아이슬란드 (6) - 이란 (4) - 이탈리아 (58) - 일본 (58) - 대한민국 (3) - 레바논 (3) - 리히텐슈타인 (9) - 네덜란드 (11) \| \| - 뉴질랜드 (5) - 노르웨이 (42) - 폴란드 (56) - 루마니아 (32) - 산마리노 (3) - 소련 (79) - 스페인 (4) - 스웨덴 (39) - 스위스 (59) - 튀르키예 (9) - 미국 (106) - 유고슬라비아 (28) \| |  | |  | |
| - 안도라 (5) - 아르헨티나 (9) - 오스트레일리아 (7) - 오스트리아 (77) (개최국) - 벨기에 (4) - 불가리아 (29) - 캐나다 (59) - 칠레 (5) - 중화민국 (6) - 체코슬로바키아 (58) - 핀란드 (53) - 프랑스 (35) - 동독 (59) |  | - 서독 (71) - 영국 (42) - 그리스 (4) - 헝가리 (3) - 아이슬란드 (6) - 이란 (4) - 이탈리아 (58) - 일본 (58) - 대한민국 (3) - 레바논 (3) - 리히텐슈타인 (9) - 네덜란드 (11) |  | - 뉴질랜드 (5) - 노르웨이 (42) - 폴란드 (56) - 루마니아 (32) - 산마리노 (3) - 소련 (79) - 스페인 (4) - 스웨덴 (39) - 스위스 (59) - 튀르키예 (9) - 미국 (106) - 유고슬라비아 (28) |

## 종목
- 노르딕복합
- 루지
- 바이애슬론
- 봅슬레이
- 스키점프
- 스피드스케이팅
- 아이스하키
- 알파인스키
- 크로스컨트리
- 피겨스케이팅

## 메달 집계
| 순위 | 국가       | 금메달 | 은메달 | 동메달 | 합계 |
| ---- | ---------- | ------ | ------ | ------ | ---- |
| 1    | 소련       | 13     | 6      | 8      | 27   |
| 2    | 동독       | 7      | 5      | 7      | 19   |
| 3    | 미국       | 3      | 3      | 4      | 10   |
| 4    | 노르웨이   | 3      | 3      | 1      | 7    |
| 5    | 서독       | 2      | 5      | 3      | 10   |
| 6    | 핀란드     | 2      | 4      | 1      | 7    |
| 7    | 오스트리아 | 2      | 2      | 2      | 6    |
| 8    | 스위스     | 1      | 3      | 1      | 5    |
| 9    | 네덜란드   | 1      | 2      | 3      | 6    |
| 10   | 이탈리아   | 1      | 2      | 1      | 4    |

| 동계 올림픽 |                                    |                     |
| 이전 대회   | 1976년 동계 올림픽 인스브루크 1976 | 다음 대회           |
| 삿포로 1972 | 1976년 동계 올림픽 인스브루크 1976 | 레이크플래시드 1980 |